# Bélléfoungou
Bélléfoungou est l'un des douze arrondissements de la commune de Djougou dans le département de la Donga au Bénin.

## Géographie

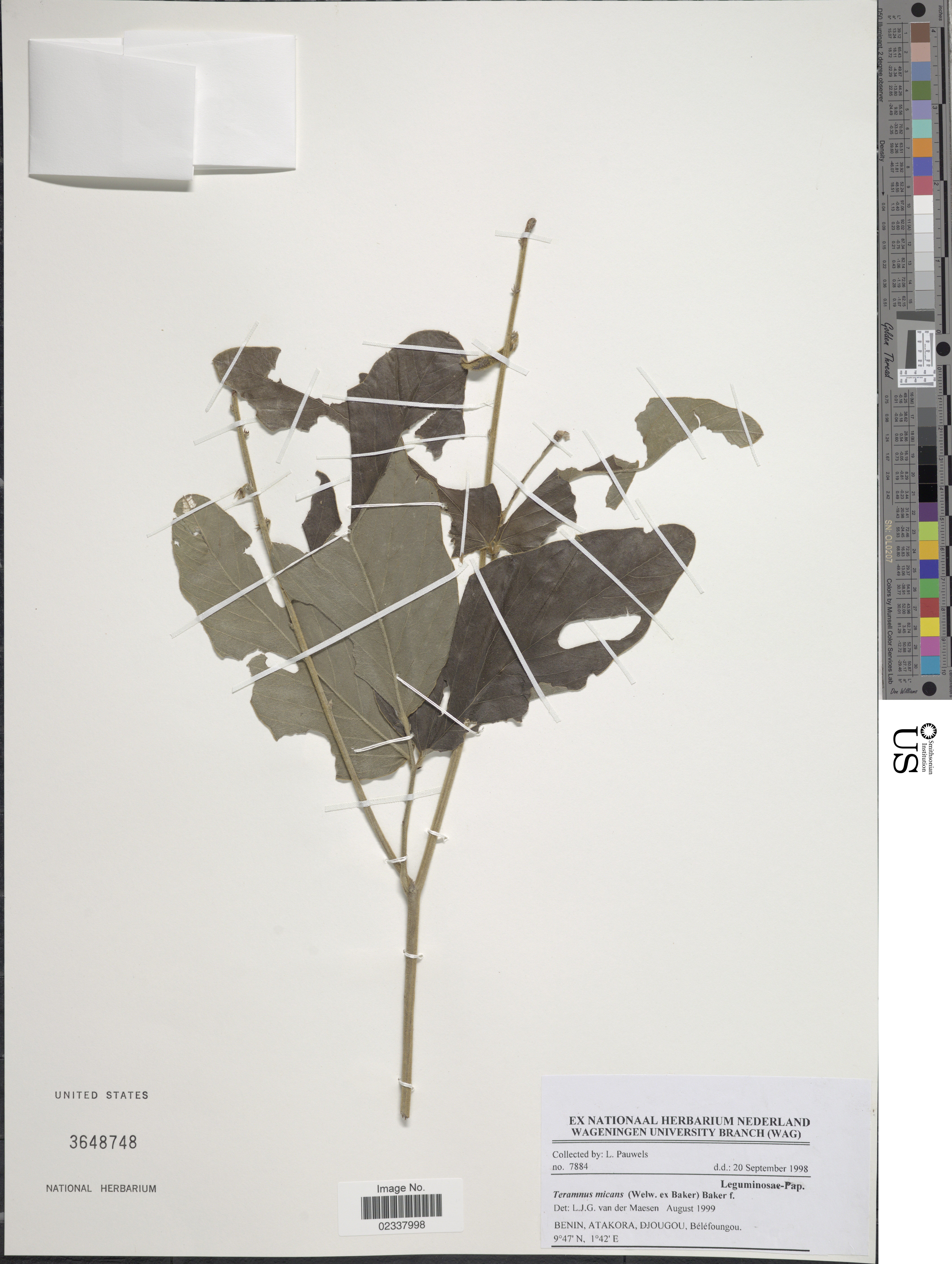
Spécimen de Teramnus micans collecté à Bélléfoungou.

Bélléfoungou est situé au centre-ouest du Bénin et compte 4 villages que sont Bélléfoungou, Kpegounou, Sosso et Tolra.

## Démographie
Selon le recensement de la population de 2013 conduit par l'Institut national de la statistique et de l'analyse économique (INSAE), Bélléfoungou compte 6 203 habitants  .